# Borneiro
Borneiro (llamada oficialmente San Xoán de Borneiro) es una parroquia y una aldea española del municipio de Cabana de Bergantiños, en la provincia de La Coruña, Galicia.

## Otras denominaciones
La parroquia también es conocida por el nombre de San Juan de Borneiro.

## Entidades de población
Entidades de población que forman parte de la parroquia:
- A Regueira
- Borneiro
- Briño (O Briño)
- Dombate
- Fontefría (A Fontefría)
- Gándara (A Gándara)
- Vilaseco
- Vistalegre o Vista Alegre  (Vista Alegre)

## Demografía

### Parroquia
| Gráfica de evolución demográfica de Borneiro (parroquia) entre 2000 y 2018 |
|                                                                            |
| Datos según el nomenclátor publicado por el INE.                           |

### Aldea
| Gráfica de evolución demográfica de Borneiro (aldea) entre 2000 y 2019 |
|                                                                        |
| Datos según el nomenclátor publicado por el INE.                       |